# Inside Borussia Dortmund
Inside Borussia Dortmund ist eine Doku-Serie von Aljoscha Pause aus dem Jahr 2019 für den Streaming-Dienst Amazon Prime Video.

## Hintergrund und Handlung
Die vierteilige Doku-Serie, die seit dem 9. August 2019 beim Streaming-Dienst Amazon Prime Video exklusiv und weltweit verfügbar ist, begleitet Trainer, Spieler und Protagonisten des Fußball-Bundesliga-Vereins Borussia Dortmund während der Bundesliga-Rückrunde 2018/2019. Sie gewährt tiefe Einblicke in das Vereinsleben und in die Mannschaft des deutschen Vizemeisters von 2018/2019.
In den vier Folgen, der vom deutschen Filmemacher Aljoscha Pause produzierten Serie, kommen u. a. der Spieler wie Mannschaftskapitän Marco Reus oder Torwart Roman Bürki aber auch Sportdirektor Michael Zorc oder Geschäftsführer Hans-Joachim Watzke zu Wort.
Im September 2019 lief eine komprimierte 55-minütige Fernsehfassung im Fernsehsender Das Erste der ARD. 2020 erhält die Serie die Nominierung in der Kategorie "Beste TV-Doku" des österreichischen Film- und Fernsehpreises ROMY.

## Kritiken
„Tiefe Einblicke in das Innenleben des BVB.“